# Soquete 1

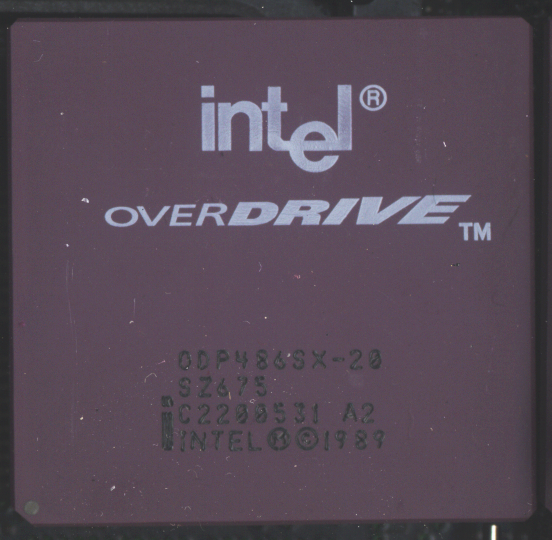
Um 486SX Overdrive de 20 MHz para Socket 1.

Socket 1 foi a segunda série de soquetes-padrão para UCPs x86 criada pela Intel. Foi um aperfeiçoamento do primeiro soquete padrão PGA da Intel, o socket 0 (zero), e a primeira com uma designação oficial. O Socket 1 foi pensado como um soquete de atualização ("Overdrive") para a UCP 486 e acrescentou um pino extra para evitar que chips de atualização fossem inseridos no soquete antigo.
O Socket 1 possuía 169 pinos e era um soquete LIF/ZIF PGA (17x17), próprio para os processadores 486 SX, 486 DX, 486 DX2 e DX4 Overdrive de 5 v, 16-33 MHz.